# Bozaniç, Mihalgazi
Bozaniç là một xã thuộc huyện Mihalgazi, tỉnh Eskişehir, Thổ Nhĩ Kỳ. Dân số thời điểm năm 2011 là 207 người.